# Herbert (Film)
Herbert ist das Langspielfilmdebüt des deutschen Regisseurs Thomas Stuber. Das Drehbuch verfasste Stuber gemeinsam mit dem Leipziger Schriftsteller Clemens Meyer. Der Spielfilm ist eine Milieu- und Charakterstudie um einen Geldeintreiber und ehemaligen Boxer, der nach der Diagnose einer tödlichen Muskelschwundkrankheit versucht, sich mit seiner Tochter zu versöhnen. Unter dem internationalen Titel A Heavy Heart feierte der Film seine Premiere am 12. September 2015 auf dem Toronto International Film Festival.

## Handlung
Der ehemalige ostdeutsche Boxer Herbert verdient seinen Lebensunterhalt als Schuldeneintreiber und Türsteher. Nebenbei trainiert er den aufstrebenden Boxer Eddy. Als Herbert Muskelkrämpfe bekommt, versucht er diese zunächst zu überspielen, doch schließlich wird ihm ein tödlicher Muskelschwund, ALS, diagnostiziert. Nun muss er lernen, mit Einschränkungen, Krämpfen und einem Rollstuhl zu leben, während sein altes Umfeld keinen Bedarf mehr für ihn hat. Auch sein Schützling Eddy findet einen neuen Trainer. Auf seinem Weg begleitet ihn seine Freundin Marlene. Jahrelang war ihm seine Arbeit wichtiger als seine Familie gewesen. Nun versucht er seine Tochter Sandra und seine Enkelin Ronja kennenzulernen und sich mit ihnen auszusöhnen.

## Produktion

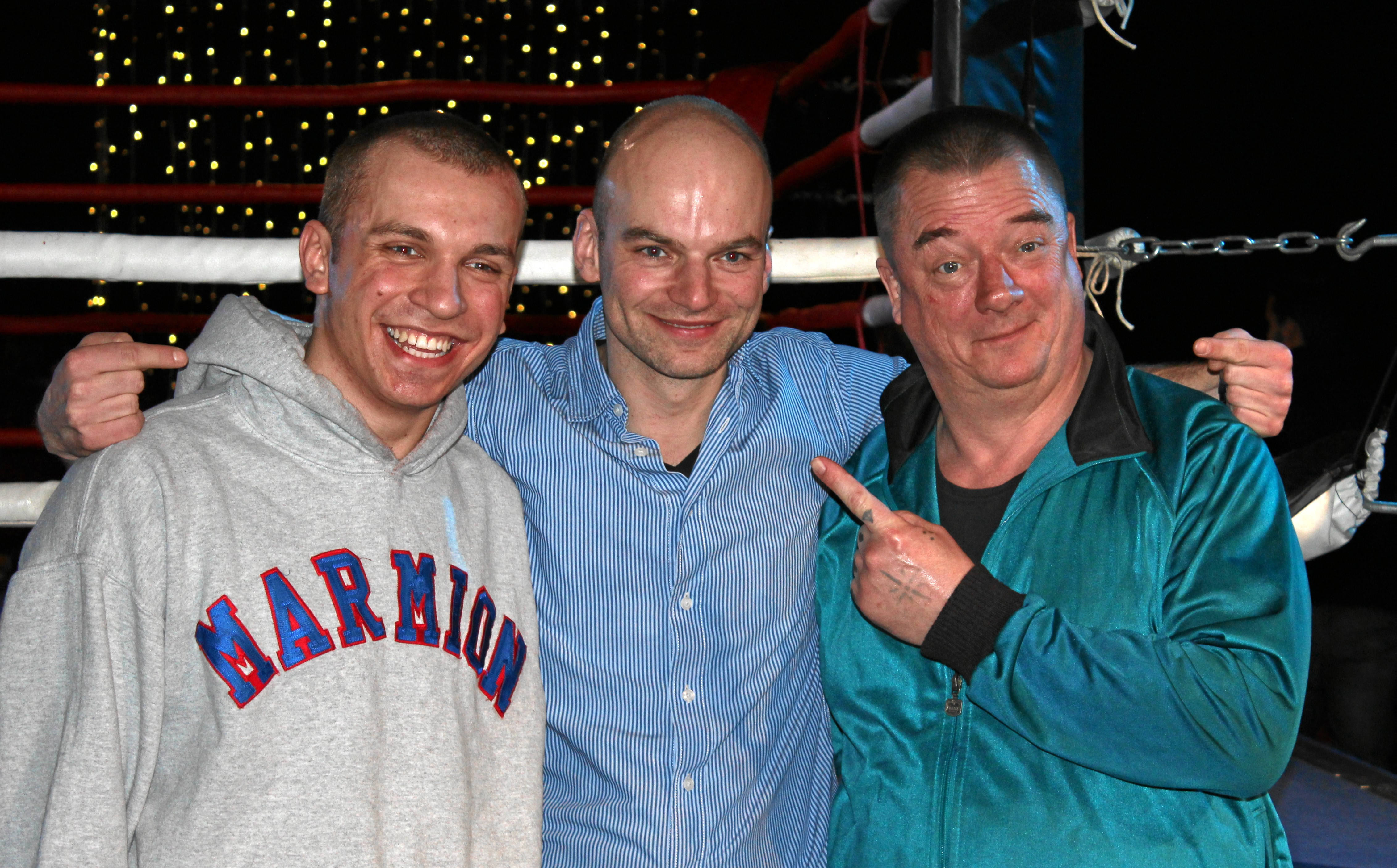
Edin Hasanović, Thomas Stuber und Peter Kurth am Set des Films Herbert

Herbert wurde von Departures Film produziert und entstand in Koproduktion mit deutschfilm, dem Mitteldeutschen Rundfunk, ARTE und dem Hessischen Rundfunk. Der Film wurde gefördert von der Mitteldeutschen Medienförderung, dem Deutschen Filmförderfonds, dem Beauftragten für Kultur und Medien, dem Kuratorium junger deutscher Film sowie der Filmförderungsanstalt.
Herbert ist der erste abendfüllende Spielfilm von Thomas Stuber. Der Film stellt nach dem Kurzfilm Von Hunden und Pferden Stubers zweite Zusammenarbeit mit Departures Film dar. Wie in Stubers vorherigen Arbeiten Von Hunden und Pferden und Teenage Angst war Peter Matjasko verantwortlich für die Kamera. Das Drehbuch schrieb Stuber gemeinsam mit dem Leipziger Autor Clemens Meyer, der bereits die zugrunde liegende Kurzgeschichte für Von Hunden und Pferden schrieb.
Der Film wurde im Frühjahr 2014 in 35 Tagen in Leipzig und Halle gedreht. Peter Kurth arbeitete für die Rolle 16 Kilo Muskelmasse auf und hungerte diese während der Dreharbeiten ab, um Herberts Verfall darzustellen. Der Film wurde daher in chronologischer Reihenfolge gefilmt. Das Schauspiel von Kurth startet stark physisch und wird immer mehr eingeschränkt, bis es sich nahezu auf das Gesicht beschränkt. Als Herbert auch die Stimme verliert, beschränkt sich das Schauspiel komplett auf seine Augen.
Der Regisseur Thomas Stuber sieht in dem Film einen umgekehrten Boxfilm. Im klassischen amerikanischen Boxfilm habe man einen jungen Kerl aus dem Nichts, der hart arbeite, seinen Weg zum Triumph kämpfe und Anerkennung und Glück gewinne. Herbert sei hingegen ein Film über den Verfall eines einst großen Boxers.
Wild Bunch/Senator Film brachte Herbert im Frühjahr 2016 bundesweit in die deutschen Kinos. Picture Tree International übernimmt den weltweiten Vertrieb.

## Auszeichnungen
Das Drehbuch des Filmes wurde für den Deutschen Drehbuchpreis 2014 nominiert.
Der Film hatte seine Deutschlandpremiere bei den Internationalen Hofer Filmtagen, wo er mit neun weiteren Filmen für den Förderpreis Neues Deutsches Kino 2015 nominiert war. Auf dem Kinofest Lünen vom 12. bis 15. November 2015 erhielt Herbert den mit 10.000 Euro dotierten Hauptpreis, die Lüdia. Der Film war mit drei weiteren Filmen für den Nachwuchspreis MFG-Star Baden-Baden der Medien- und Filmgesellschaft Baden-Württemberg nominiert. Die Deutsche Film- und Medienbewertung (FBW) verlieh Herbert das Prädikat „besonders wertvoll“.
Beim Deutschen Filmpreis 2016 erhielt der Film die Auszeichnung „Bester Spielfilm in Silber“. Peter Kurth wurde für die „Beste männliche Hauptrolle“ geehrt und Hanna Hackbeil für das „Beste Maskenbild“. Daneben waren Peter Matjasko in der Kategorie „Beste Kamera/Bildgestaltung“ und Lina Wendel in der Kategorie „Beste weibliche Nebenrolle“ nominiert.

## Kritiken
Bei seiner Premiere in der Sektion Contemporary World Cinema des Toronto Film Festivals wurde der Film von der Kritik gut aufgenommen. The Hollywood Reporter nannte den Film „trostlos, aber bewegend“. Die Abendzeitung lobt: „Es gelingt ihnen, einen Film zu zeigen, in dem nichts konstruiert wirkt. Geschichte und Darsteller sind glaubwürdig und dabei erschreckend nah an der Realität. In einem großartigen Ensemble ist es vor allem Peter Kurth, dessen Leistung hervorsticht. […] Kurth macht den Film zum Ereignis – einem eigentlich oscarreifen Filmereignis.“